# Complementary Sex Determination
Als komplementäre Geschlechtsbestimmung (engl. complementary sex determination) wird ein System der Geschlechtsdetermination bei einigen Arten der Hautflügler (Hymenoptera) bezeichnet.
Bei normaler Haplodiploidie bei Hautflüglern wird das Geschlecht nur durch das Vorhandensein eines doppelten (Diploidie) oder einfachen (Haploidie) Chromosomensatzes bestimmt. Diploide Tiere sind immer weiblich und haploide sind immer männlich.
Bei Vorhandensein von komplementärer Geschlechtsbestimmung kommt es trotz eines diploiden Chromosomensatzes dann zur Ausbildung von Männchen, wenn der Genotyp reinerbig ist. Dies kann besonders bei starker Inzucht schwere Folgen haben, da die diploiden Männchen oft steril sind.
Die genauen evolutionären Vor- und Nachteile von komplementärer Geschlechtsbestimmung sind noch nicht geklärt.